# Kányaharangvirág
A kányaharangvirág (Campanula rapunculoides) a fészkesvirágzatúak (Asterales) rendjébe, ezen belül a harangvirágfélék (Campanulaceae) családjába tartozó évelő faj.

## Elterjedése
Egész Európában elterjedt, Magyarországon is gyakori, főleg nedvesebb erdőkben terem, dísznövényként kertekben is ültetik.

## Alfajai
- Campanula rapunculoides subsp. cordifolia (K.Koch) Damboldt
- Campanula rapunculoides subsp. rapunculoides

## Megjelenése

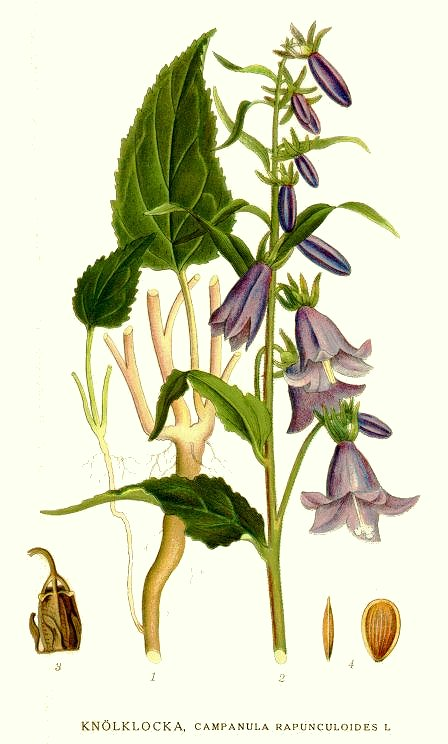

Merev szárú, elágazó tövű, legfeljebb 80 cm magas, rásimuló szőröktől pelyhes, vagy kopasz növény. A virágzat fürt, a virágok gyakran egy oldalra rendeződnek. A párta kékesibolya színű, 2–3 cm hosszú, a pártacimpák pillás élűek. A csészecimpák elállóak, vagy visszahajlók, jóval rövidebbek a pártánál. A tőlevelek szív alakúak, hosszú nyelűek, fogasak.

## Életmódja
A virágzási ideje júniustól októberig tart.

## Felhasználása
Megvastagodott, inulinban gazdag, répaszerű gyökereit a raponcharangvirágéhoz hasonlóan a középkorban fogyasztották, ezért a növényt termesztették is.

## Képek

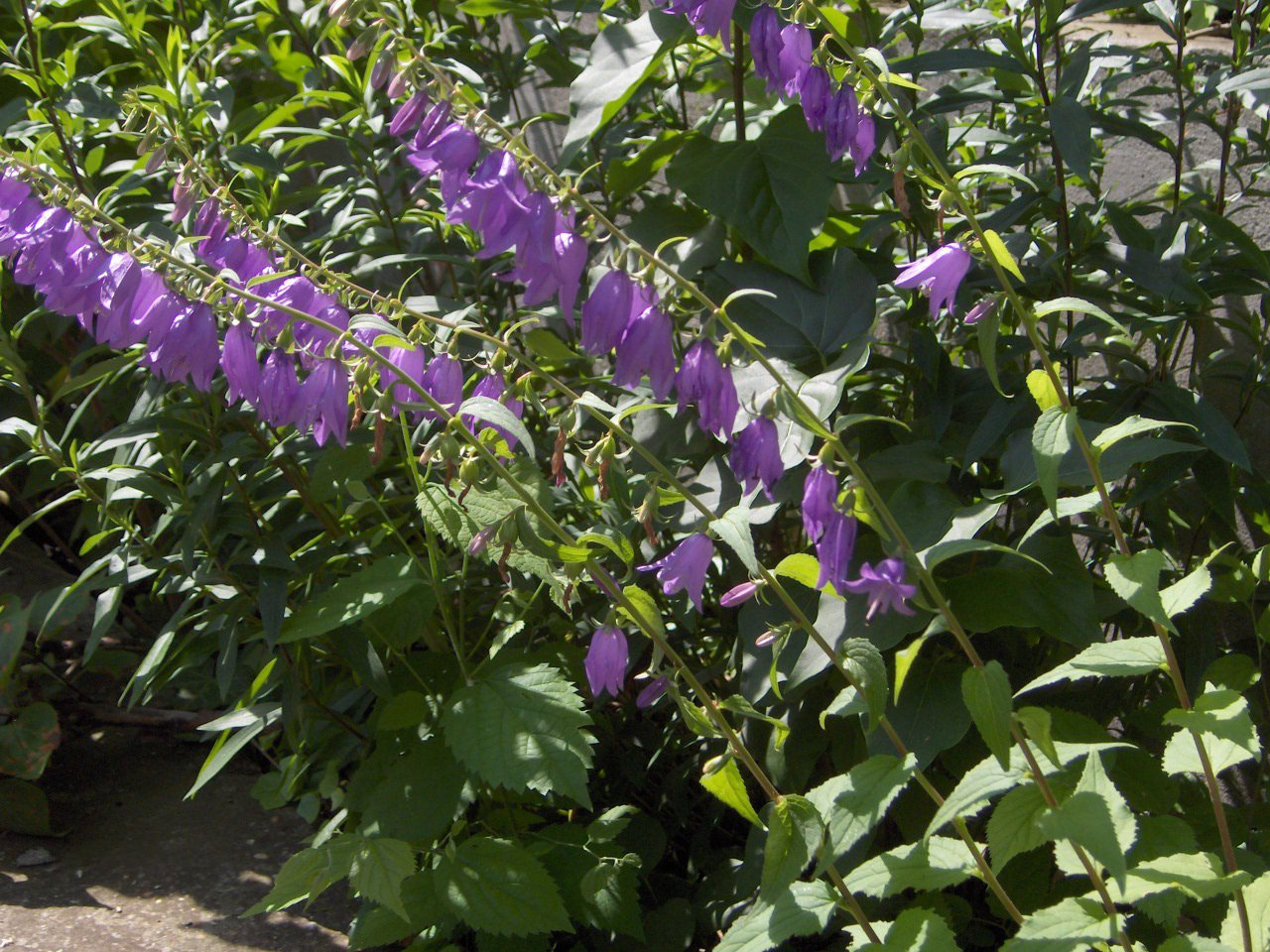
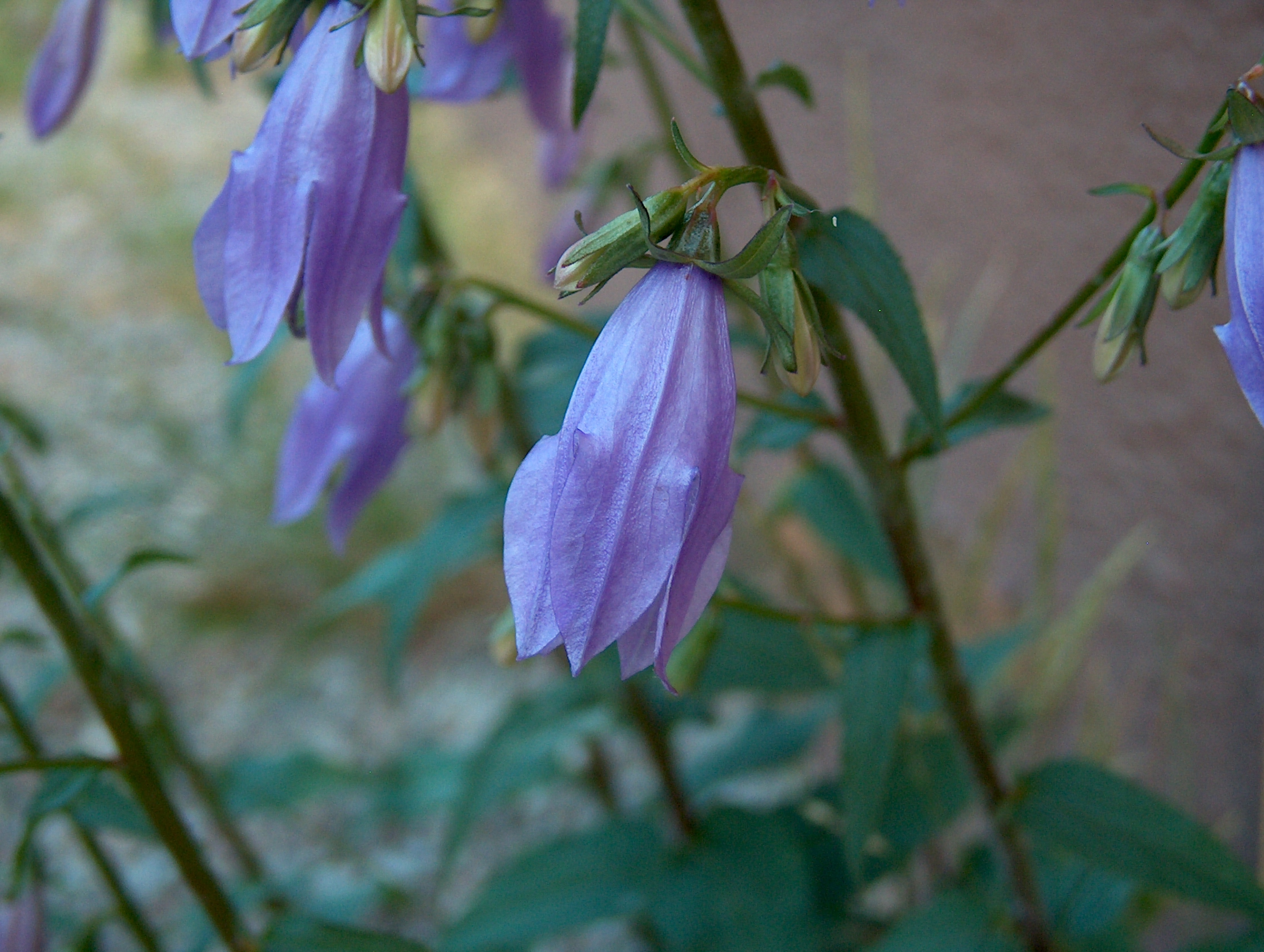
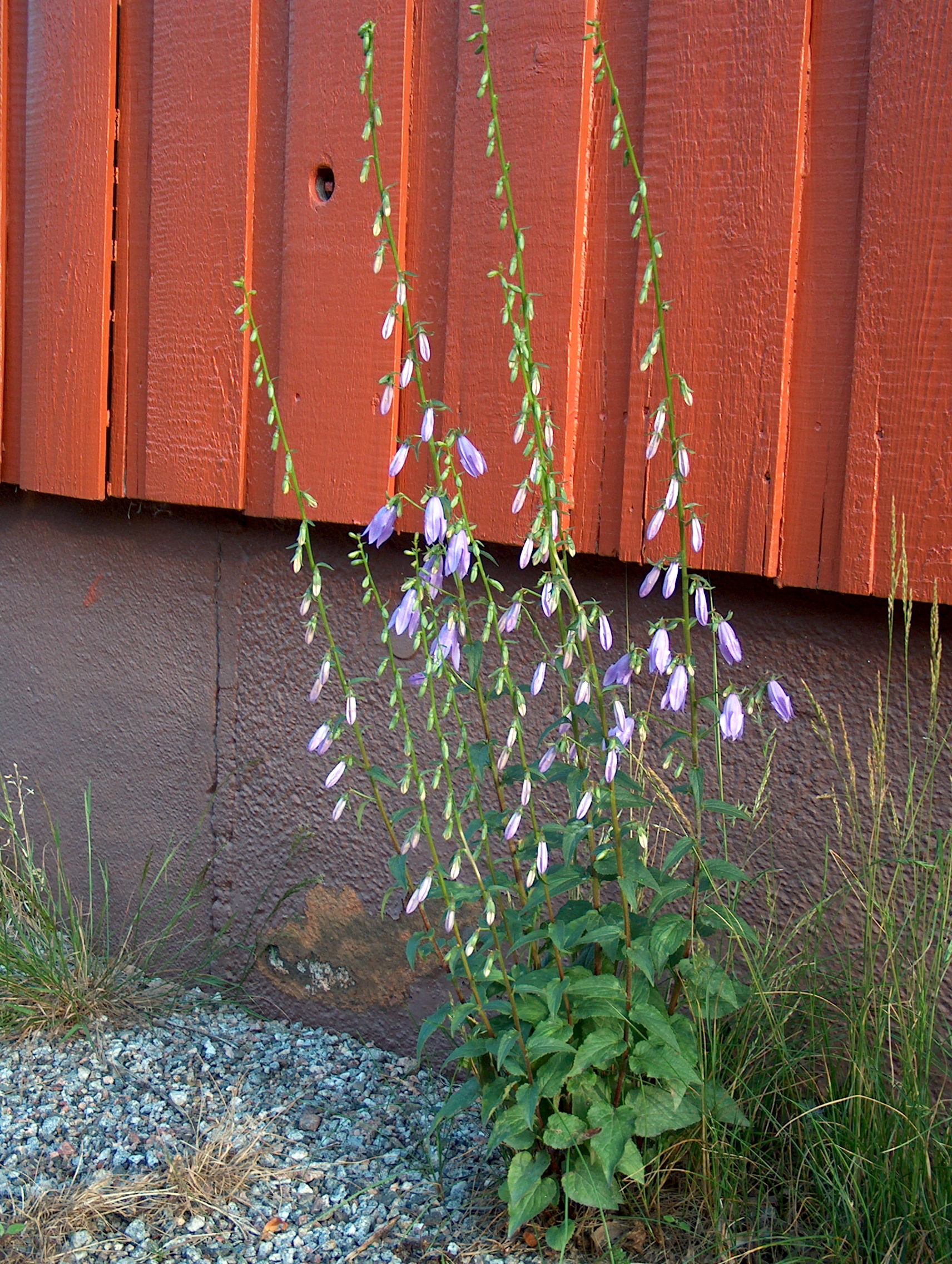